# Cucurbitopsis ramulorum
Cucurbitopsis ramulorum — вид грибів, що належить до монотипового роду Cucurbitopsis.

## Поширення та середовище існування
Знайдений на гілках Citrus medica в Португалії.